# Coficab
Coficab este o companie tunisiană producătoare de cabluri auto.
Coficab face parte din grupul de companii Elloumi, care în 2004 avea 3.500 de angajați și o cifră de afaceri de 200 de milioane de euro.
Grupul activează în domeniul cablajelor auto, telecomunicațiilor, aparaturii electrocasnice și industriei alimentare.
Coficab deține fabrici în Tunisia, Portugalia și Maroc și furnizează cablaje auto pentru Ford, BMW, Volkswagen, Opel, Audi, DaimlerChrysler, Renault, Peugeot, Citroen si Fiat.

## Coficab în România
Compania este prezentă și în România, având o fabrică în Arad.
Cifra de afaceri:
- 2010: 727,6 milioane lei[3]
- 2009: 321,6 milioane lei[3]